# دریاچه لووزرو
دریاچه لووزرو (انگلیسی: Lake Lovozero) یک دریاچه در استان مورمانسک کشور روسیه است.